# Песковатое (Балаклейский район)
Песковатое (укр. Песковате) — село,
Петровский сельский совет,
Балаклейский район,
Харьковская область, Украина.
Село ликвидировано в ? году.

## Географическое положение
Село Песковатое находилось на левом берегу реки Северский Донец,
на противоположном берегу расположено село Петровское.
Село окружено большим лесным массивом (ольха).

## История
- ? — село ликвидировано.
- В настоящее время на территории села находится управление Завгородневского лесничества.